# Distretto di Phichai
Il distretto di Phichai (in thailandese: พิชัย) è un distretto (amphoe) della Thailandia, situato nella provincia di Uttaradit.